# H.P. Christensen (værftsdirektør)
 For alternative betydninger, se H.P. Christensen. (Se også artikler, som begynder med H.P. Christensen)
Hans Peter Christensen (født 14. september 1886 i København, død 21. december 1977) var administrerende direktør på Helsingør Skibsværft i årene 1925-1962 og opnåede bred national anerkendelse for sit arbejde i skibsbygningens og industriens tjeneste.

## Biografi
H.P. Christensen blev født i København som søn af skolebetjent Jørgen Christensen og Ane Hansen. Hans forældre flyttede efter nogle år tilbage til Karise, hvorfra familien stammede. Han startede her i landsbyskolen. Efter nogle år flyttede familien atter til København, hvor hans far havde fået job som skolebetjent på Landbohøjskolen. H.P. Christensen fortsatte sin skolegang i den lokale kommuneskole og da han viste gode evner, blev han ved skolens hjælp overflyttet til Gregersens skole på H.C. Ørstedsvej, hvorfra han afgik med præliminæreksamen knap 15 år gammel.
Blandt hans klassekammerater var Johannes Kørbing, der senere blev administrerende direktør for Det Forenede Dampskibs-Selskab (DFDS). H.P. Christensen og Johannes Kørbing knyttede et venskab og fulgtes ad gennem deres videregående uddannelse og senere erhvervskarriere.

## Uddannelse
Efter præliminæreksamen blev de begge optaget på Orlogsværftets skole for skibsbygning og maskinvæsen, en uddannelse der omfattede en både praktisk og teoretisk undervisning i skibs- og maskinlære. Efter afgangseksamen i 1907 blev de som de første dimittender udnævnt til ingeniørassistenter 21 år gamle. Herefter fulgte nogle vigtige uddannelsesår ved den tekniske højskole i Charlottenburg i Berlin samt værfter i Tyskland og England inden H.P. Christensen i 1911 vendte tilbage til Orlogsværftet som værftsingeniør. Under opholdet i Berlin voksede interessen for ikke blot skibsbygning, men også luftskibe og flyvemaskiner, bl.a. foranlediget af at opleve Wilbur Wright foretage flyvninger over Tempelhofer Feld.

## Karriere

### Orlogsværftet 1911-1919
Fra 1911 til 1919 var H.P. Christensen i aktiv tjeneste på Orlogsværftet, i en periode præget af store fremskridt på det tekniske og elektrotekniske område. Den udvikling, der var sket af eksplosions- og dieselmotoren siden slutningen af 1800-tallet, betød, at der åbnedes perspektiver for opfyldelsens af mennesket drøm fra oldtiden om at bevæge sig i luften og under havets overflade. Så udover at årene på orlogsværftet var præget af stor aktivitet i konstruktion og bygning af orlogsskibe, herunder 8 u-både og 13 torpedobåde, føjedes en ny aktivitet til orlogsværftets arbejdsområde nemlig sit eget flyvevæsen i 1911-12. I H.P. Christensens erindringsbog Erindringer fra en ingeniørs liv i skibsbygningens og industriens tjeneste ses en mere indgående gennemgang af oplevelser i denne del af Søværnets værftshistorie, herunder også anskaffelsen af to flyvebåde af Donnet-Leveque-typen: ”Maagen” og ”Ternen”. Konstruktionen af de to flyvebåde ændredes til en bl.a. slankere model med bedre flyveegenskaber. Der blev bygget i alt 18 flyvebåde, hvor premierløjtnant Aksel Hoeck i december 1914 stod for indflyvningen af den første danskbyggede flyvebåd. I 1917 udnævntes H.P. Christensen 31 år gammel til underdirektør på Orlogsværftet.
Efter at have forladt Orlogsværftet i december 1918 og dermed sin aktive medvirken i fremstilling af flyvemaskiner fulgte H.P. Christensen aktivt udviklingen indenfor flyområdet som medlem af Luftfartskommissionen 1919 og som medlem af bestyrelsen for Det Danske Luftfartsselskab og styrelsen for SAS til 1957. Han sad som formand i DDL-repræsentantskab 1958-1968.

### Nakskov Skibsværft 1919-1925
I 1918 kontaktede Det Østasiatiske Kompagni (ØK) H.P. Christensen og tilbød ham stillingen som administrerende direktør for det nyoprettede jernskibsværft i Nakskov. Der havde siden 1500-tallet været træskibsværfter i Nakskov, men stærke politiske kræfter i byen ønskede nu at udvikle skibsbyggeriet, hvilket blev støttet af H.N. Andersen, stifteren af ØK, der selv var opvokset i Nakskov.
Årene 1919-1925 på Nakskov Skibsværft var udfordrende på flere planer. 1. Verdenskrig havde resulteret i vanskeligheder med at skaffe stålstøbegods og herudover var der i værftets første år mangel på skibsværftsarbejdere med særlige kvalifikationer. På trods af dette kunne man i 1919 holde den første stabelafløbning med nybygningen: M/S Mexico til ØK. Efterfølgende fulgte bygningen af større motorskibe på jernskibsværftet og samtidig var der aktiviteter på værftets afdeling for træskibe. Som andre værfter, var Nakskov skibsværft generelt præget af den almindelige stagnation i skibsbygningen efter 1. Verdenskrig.

### Helsingør Skibsværft 1925-1967
I 1925 påtog H.P. Christensen sig stillingen som administrerende direktør for Helsingør Skibsværft, et af de på det tidspunkt tre gamle, førende danske værfter. Værftet var økonomisk forholdsvis velfunderet og beskæftigede ca. 900 funktionærer og arbejdere, et antal der med årene øgedes. Det lykkedes H.P. Christensen at skabe en engageret og dynamisk arbejdsplads, hvor hans personlige indsats og arbejdsevne efter sigende var legendarisk. Han omtales som en ”ildsjæl”. I Frederiksborg Amts Avis artikel ”En af landets store sønner”, 14. september 1956, udtaler en medarbejder i forbindelse med at man havde søgt og fået gennemført en weekend-ordning for funktionærerne, at ”…H.P. med et smil til den delegation, der fremkom med ønsket”, havde sagt ”Det havde været mere i min aand, om d’herrer havde bedt om at faa lov at arbejde søndag formiddag”. H.P. Christensen kom selv hver søndag formiddag på værftet for bl.a. at tjekke post, og lyset på direktionskontoret slukkedes ofte først efter midnat.
Værftets hovedopgave var skibsbygningen og under H.P. Christensens ledelse udvikledes og øgedes produktionen af skibe, herunder fragt- og passagerskibe. I bogen ”Da værftsfløjten lød” (redaktør Kenno Pedersen) ses yderligere information om værftets historie bl.a. i afsnittet ”H.P. Christensens epoke” (s. 233-242) samt i afsnittet med anekdoter om ”Legenden H.P”, (s. 267-271).
Årene på Helsingør Skibsværft var præget af den tekniske udvikling indenfor skibsmotorer. Igennem en menneskealder havde værftets skibsbyggeri været præget af selvfremstillede og velfungerende dampmaskiner og dampkedler. Imidlertid udgik stempeldampmaskinen som fremdrivningsmaskineri i skibene i løbet af mellemkrigstiden og da Helsingør Skibsværft ikke udførte dieselmotorer, blev disse indtil 1936 købt hos B&W, hvorefter man erhvervede licens fra B&W til bygning af dieselmotorer. Dieselmotorerne viste sig hurtigt at være overlegne hvad angik økonomi og da kravene til skibenes fart steg fra år til år kunne stempeldampmaskinen ”ikke følge med”. Produktionen og udviklingen af dampmaskiner og dampkedler forblev dog en vigtig produktionsenhed og indtægt for værftet.
Med de øgede krav til skibenes fart og dieselmotorens ”indtog”, skærpedes også interessen for de hydrodynamiske forhold ved udformningen skibenes linjer. Dette udviklingsarbejde havde siden tiden på Orlogsværftet haft H.P. Christensens interesse, og hvor man under ret primitive forhold udførte sammenligning af skibsmodeller i en af orlogsværftets kanaler.

### Hydro- og Aerodynamisk Laboratorium (i dag Dansk Maritimt Institut, FORCE Technology)
Med de øgede krav til skibenes hastighed øgedes både værfternes og de tekniske læreanstalters fokus på oprettelsen af et moderne dansk prøveanlæg. H.P. Christensen, der i 1947 blev præsident for Akademiet for de Tekniske Videnskaber og samtidig var formand for Foreningen af Jernskibs- og Maskinbyggerier, skubbede på for at få oprettet et dansk prøvetanksanlæg i samarbejde med rektor Anker Engelund og professor Carl Wilhelm Prohaska fra Danmarks Tekniske Højskole (i dag Danmarks Tekniske Universitet, DTU).
I 1954 nedsattes et byggeudvalg med H.P. Christensen som formand og med professor C.W. Prohaska som leder for projekteringen. Indvielsen af Hydro- og Aerodynamisk Laboratorium fandt sted i 1959. I 1972 blev laboratoriet tilsluttet Akademiet for de Tekniske Videnskaber og skiftede i den forbindelse navn til Skibsteknisk Laboratorium og i 1996 ændredes navnet til Dansk Maritimt Institut. Laboratoriet fik en afgørende rolle i pionerarbejdet inden for maritim forskning og udvikling i Danmark. Nye skibsbygningsmaterialer og teknologier blev testet, hvilket sikrede, at innovationer kunne blive systematisk evalueret før fuldskala implementering. På Laboratoriet blev udført omfattende tests af skrogdesigns, fremdriftssystemer og andre kritiske komponenter, hvilket bidrog til fremskridtene i dansk skibsingeniørkunst, hvilket har været til stor gavn for dansk skibsbygning samt for udenlandske værfter. I 2002 fusionerede instituttet med FORCE Technology.

### Det Danske Stålvalseværk A/S (i dag Dan Steel A/S)
De danske værfter var op mod 2. Verdenskrig afhængig af import af stål fra tredjelande og da denne steg betydeligt op mod krigen, kom der fokus på oprettelsen af et fælles skandinavisk stålværk beliggende ved Gøteborg eller ved Øresund. Som formand for Den Danske Skibsværftsforening og i samarbejde med den øvrige danske jernindustri forelagde H.P. Christensen et projekt i 1938 på Skandinavisk Værkstedsforenings årsmøde.
Norge og Sverige valgte imidlertid at gå egne veje, men tanken om et dansk stålvalseværk havde stadig interesse og hvor tanken med det fælles skandinaviske projekt byggede på anvendelsen af svensk malm, fremlagde H.P. Christensen et projekt for et værk primært baseret på anvendelsen af hjemligt skrot. Et udvalg blev nedsat med H.P. Christensen som formand og på trods af vanskeligheder pga. 2. Verdenskrigs udbrud, hvilket ”skabte tvivl hos flere i den kreds, som havde givet tilsagn om aktietegning”, arbejdede H.P. Christensen utrætteligt videre med planerne og selskabet: Det Danske Staalvalseværk A/S blev stiftet i 1940. Bestyrelsen bestod bl.a. af Nationalbankdirektør C.V. Bramnæs, skibsreder A.P. Møller og med H.P. Christensen som formand.
I 1943 begyndte derefter produktionen af dansk stål. Som formand for bestyrelsen fokuserede H.P. Christensen på at modernisere produktionsfaciliteterne og implementere nye teknologier, der forbedrede både effektiviteten og kvaliteten af stålproduktionen samt styrkede værkets konkurrenceevne på det internationale marked. En stabil forsyning af højkvalitets stål til den danske skibsbygningsindustri og andre industrielle sektorer var etableret og understøttede landets industrielle vækst. H.P. Christensens indsats på Det danske Stålvalseværk anses for et væsentligt kapitel i historien om dansk industriudvikling. H.P. Christensen trak sig pga. svigtende helbred som formand for Stålværkets bestyrelse i 1970 85 år gammel. Det Danske Stålvalseværk A/S blev i 2002 overtaget af en russisk erhvervsmand under navnet DanSteel A/S.

### Atomenergikommissionen – Risø
Efter 2. Verdenskrig kom der fra mange sider fokus på en fredelig udnyttelse af atomenergi. Det gjaldt bl.a. fra industriens side, hvor man så nye perspektiver for udvikling. H.P. Christensen var i perioden 1947-1953 Præsident for Akademiet for de Tekniske Videnskaber og engagerede sig tidligt i udviklingen indenfor atomenergiområdet med henblik på at udforske og fremme brugen af atomenergi til civile formål. H.P. Christensen indsats var central for etablering af forskningscentret i Risø. H.P. Christensen var medlem af Atomenergikommissionen fra 1955-1970 og var i denne periode med i afgørende drøftelser og beslutninger vedr. tilrettelæggelsen af forskningsarbejdet på Risø til gavn for såvel videnskab som industri.
H.P. Christensen forblev til det sidste – trods 60’ernes skepsis i forhold til atomkraft og udvikling indenfor området – positiv i forhold til dansk maskinindustris deltagelse i opbygningen og udviklingen af fremtidige atomkraftværker.

### I industriens tjeneste
Igennem en menneskealder deltog H.P. Christensen i industriens tjeneste og fra 1941-1948 var han Formand for Industriforeningen og Industrirådet. I sin erindringsbog: Erindringer fra en ingeniørs liv i Skibsbygningens og Industriens tjeneste beskriver han indgående de udfordringer, som det danske arbejdsmarked havde under krigen og besættelsen. Bl.a. belyses det samarbejde, der opstod mellem Industrirådet og de øvrige hovedorganisationer og de bestræbelser der kendetegnede arbejdet med at opretholde forsyninger til befolkningen samt arbejdsmuligheder for alle. Det beskrives, hvordan man søgte at finde en balance mellem ønsket om en produktion, der tilgodeså samfundets behov bedst muligt, så det ikke led større skade end strengt nødvendigt og hvordan dette behov nødvendiggjorde indgåelse af handelsaftaler med besættelsesmagten i et vist omfang.
At det i særlig grad lå H.P. Christensen på sinde at skabe beskæftigelse og fremgang for dansk industri bekræftes fra flere sider, bl.a. skriver tidligere forbundsformand i Dansk Metalarbejderforbund Hans Rasmussen i sin bog: Ilden i min esse, (s. 260 - f.): ”Blandt de store i dansk erhvervsliv har jeg fået et særligt stærkt indtryk af direktør H.P. Christensen, Helsingør Jernskibs- og Maskinbyggeri. Han var et prægtigt menneske at have med at gøre. Vi havde et nært samarbejde på flere fronter, og ganske særligt i bestræbelserne på at skabe beskæftigelse og fremgang for dansk jernindustri. H.P. Christensen har som fremragende tekniker gjort en stor indsats i dansk skibsbygningskunst og har samtidig været en udmærket organisator og en smidig forhandler”.
Efter årene som formand fortsatte H.P. Christensens engagement indenfor det industrielle område i kraft af hans direktørpost på Helsingør Skibsværft samt hans medlemskaber og formandsposter indenfor andre erhvervsforeninger og bestyrelser, hvor hans indflydelse ses at have hjulpet med at forme politikker, der understøttede industriel og teknologisk udvikling i Danmark. I Frederiksborg Amts Avis, fredag, den 14. september 1956 hædres H.P. Christensen i anledning sin 70 års fødselsdag i artiklen En af landets store sønner og heri nævnes bl.a. at ”Dansk industri har hædret direktør H.P. Christensen ved at gøre ham til eneste æresmedlem af Industrirådet”.

## Privat
H.P. Christensen blev 12. maj 1916 gift med Karen Sofie Alexandra (f. Jensen). Sammen fik de sønnen Jørgen Arne Christensen (17.05.1917-16.04.1993) og datteren Annie Christensen (gift Utzon) (11.05.1920-10.04.1972).
H.P. Christensen er begravet på Helsingør Kirkegård (en).

## Hæder
- Ridder af Dannebrog 1920, D.M. 1936, R.1 1936, K.1 1955, SK. 1963
- H.P. Christensen modtog i 1953 Helsingør Bys hædersmedalje, og Helsingør Byråd ærede ham desuden i 1967 med vejnavn: H.P. Christensens Vej.
- H.P. Christensen blev æresmedlem af Industriforeningen i 1954. Han blev samme år udnævnt til dr.techn. h.c. ved Danmarks Tekniske Højskole (i dag DTU) og modtog i 1959 Tietgen-medaljen med tilhørende hædersgave på 50.000 kr.
- H.P. Christensen oprettede på grundlag af denne hædersbevisning fonden H.P. Christensen og Hustrus Fond, som blev forøget til 500.000 kr. Fonden anvendtes som studiehjælp for bl.a. ingeniørstuderende ved DTU. Fonden er i dag nedlagt.